# Chlerogella
Chlerogella  (лат.) — род одиночных пчёл из подсемейства Halictinae (триба Augochlorini, семейство Halictidae). Неотропика.

## Распространение
Центральная и Южная Америка: Боливия, Венесуэла, Колумбия, Перу, Эквадор. На север до Коста-Рики (провинция Guanacaste).

## Описание
Мелкие одиночные пчёлы (6—11 мм) с вытянутой удлинённой головой. Окраска желтовато-коричневая, бронзовая, металлически зелёная, буровато-чёрная. Обнаружены на цветах растений из семейств Melastomataceae: Clidemia crenulata Gleason (C. clidemiae Engel); Orchidaceae: Phragmopedium longifolium (Warsz. & Rchb.f.) Rolfe (Orchidaceae) (Chlerogella sp.); Rubiaceae: Psychotria pongoana Standl. (C. hypermeces sp. n.).

## Систематика
Более 30 видов. Род был выделен американским энтомологом академиком Ч. Миченером в 1954 году на основании типового вида Chlerogella elongaticeps Michener. В 1987 году в него были добавлены виды, ранее относимые к роду Halictus: C. azurea (Enderlein, 1903),  C. nasus (Enderlein, 1903), C.? buyssoni (Vachal, 1901). Своей необычной удлинённой формой головы отличаются от большинства пчёл, напоминая представителей родов Chlerogas Vachal, 1904, Chlerogelloides Engel et al. 1997, Rhynchochlora Engel, 2007, и некоторых видов рода Ischnomelissa Engel, 1997.
- C. agaylei — C. anthonoma — C. arhyncha — C. azurea — C. borysthenis — C. breviceps — C. buyssoni — C. clidemiae — C. cochabambensis — C. cooperella — C. cyranoi — C. dolichorhina — C. elongaticeps — C. elysia — C. eumorpha — C. euprepia — C. fortunaensis — C. hauseri — C. hypermeces — C. kellieae — C. materdonnae — C. mourella — C. nasus — C. octogesima — C. oresbios — C. picketti — C. pinocchio — C. prolixa — C. rostrata — C. silvula — C. terpsichore — C. tychoi — C. vachali — C. xuthopleura